# Королик Володимир Семенович
Володи́мир Семе́нович Коро́лик (нар. 11 грудня 1908, Борислав — пом. 27 січня 1987, Нью-Йорк) — український театральний актор і режисер.

## Життєпис
Навчався у Дрогобицькій гімназії.
Свій творчий шлях розпочав у трупі Українського театру Й. Стадника у Львові (1927—1929).
1929—1933 — актор Українського народного театру ім. І. Тобілевича у Станіславі.
1933—1938 — працює в театрі «Заграва».
Після злиття двох останніх в Український народний театр ім. І. Котляревського працює тут у 1938—1939 роках.
1939—1941 — актор Українського драматичного театру ім. Лесі Українки.
1941—1944 — працює у Львівському театрі опери та балету.
З 1944 — в еміграції: «Ансамбль українських акторів» В. Блавацького в Німеччині (1945—1947, Аугсбург; 1947—1949, Регенсбург), «Український театр малих форм» ім. В. Блавацького (Аделаїда, Австралія). В Аделаїді як режисер 1957 року поставив виставу «Земля» за Василем Стефаником.
Згодом переїхав до США, де працював у «Театрі у п'ятницю» (Філадельфія, 1963—1974), «Новому театрі» (Нью-Йорк).
Член Об'єднання митців української сцени (1946).
Помер 1987 року в Нью-Йорку. Похований на цвинтарі святого Андрія у м. Баунд-Брук, штат Нью-Джерсі, США.

## Ролі
- Поет («Голод» Б. Бойчука)
- Дід Струг, Потап, Старий татарин («Зимовий вечір», «Ой не ходи, Грицю, та й на вечорниці», «Маруся Богуславка» М. Старицького)
- Злодій, Василь, Михайло («Земля» за В. Стефаником)
- Войнаровський («Мотря» за Б. Лепким)
- Мокій, Сусід, Божевільний («Мина Мазайло», «Народний Малахій» М. Куліша)
- Слідчий Корнєв («Тріумф прокурора Дальського» К. Гупала)
- Майор Харін-Героєв («Ордер» Ю. Косача)
- Свирид, Іван («Домаха» Л. Коваленко)
- Земляника («Ревізор» М. Гоголя)
- Розенкранц («Гамлет» В. Шекспіра)
- Овідій («Камо грядеши?» за Г. Сенкевичем)
- Рімер («Мужчина з минулим» Ф. Арнольда, Е. Баха)